# Luis Gregorio da Rosa
Luis Gregorio da Rosa est un ancien arbitre uruguayen de football. 

## Carrière
Il a officié dans des compétitions majeures : 
- Copa América 1979 (finale)
- Copa América 1983 (1 match)